# Personaggi di Tom & Jerry
Questa è una lista dei personaggi della serie di cortometraggi animati Tom & Jerry.

## Protagonisti

### Tom & Jerry
Thomas "Tom" Cat è un gatto domestico a pelo corto blu/grigio apparso per la prima volta nel cortometraggio del 1940 Un gatto messo alla porta. Nell'edizione originale di tale cortometraggio Tom viene chiamato "Jasper", tuttavia, dalla sua seguente apparizione ne Lo spuntino di mezzanotte in poi, è sempre chiamato "Tom".
Gerald "Jerry" Mouse è un topo domestico marrone, anch'egli apparso per la prima volta in Un gatto messo alla porta. Anni dopo, William Hanna affermò che il nome originale del topo era "Jinx", mentre Joseph Barbera affermò che non aveva un nome nella sua prima apparizione.

## Personaggi ricorrenti

### Spike e Tyke
Spike (uguale a Killer, il cane da guardia della padrona di Toodles) è un manesco bulldog americano che non va d'accordo con i gatti, ma ha sentimento per i topi, e più avanti, per il figlio Tyke. Nei cortometraggi Jerry prova spesso a mettere Tom nei guai tramite Spike cercando di scatenare una battaglia tra lui e il bulldog. Spike ha anche alcune debolezze dalle quali Tom cerca di trarre vantaggio. La prima apparizione del personaggio è nel cortometraggio Cane uguale guai (Dog Trouble) del 1942.
Tyke, al contrario del padre Spike, non parla e comunica solo con i gesti. Tuttavia, nella serie televisiva Tom & Jerry Kids, il personaggio parla. Spike è protettivo nei confronti del figlio e si arrabbia se Tyke si infastidisce o gli viene fatto del male. Tyke nasce probabilmente da una relazione di Spike con una cagna del canile, dove era stato rinchiuso per poco tempo, lasciandola incinta prima di tornare e prendere Tyke, per allevarlo in libertà come volere della moglie.
Nei primi fumetti italiani sono chiamati rispettivamente Bullo e Birillo.

### Butch
Butch è un gatto nero e bianco che fa la sua prima apparizione nel cortometraggio Tom, il neonato (Baby Puss) del 1943, ma tecnicamente è apparso già in un corto MGM del 1941. Butch è il leader di un gruppo di bulli che solitamente aiutano Tom a cacciare Jerry (nonostante poche volte, ove tuttavia diventa arrabbiato se l'offesa tra Tom e Jerry è andata abbastanza lontana). Tuttavia, nella sua prima apparizione, Butch è suo antagonista, a causa degli interessi d'amore di Tom.

### Clint Clobber
Clint Clobber è il padrone di Tom negli episodi Battuta di pesca, Bistecche a cena e Triste safari realizzati a Praga tra il 1961 e il 1962. Egli è grasso, forte e soprattutto severo con Tom quando crede che sia opera di disastri in realtà combinati da Jerry, il quale crea varie furbonerie senza mai apparire ai suoi occhi. Le sue angherie nei confronti di Tom sono state criticate in quanto ritenute al limite della violenza sugli animali, per quanto probabilmente una caricatura di determinati usi e costumi tipici della Cecoslovacchia del periodo. In ogni caso, dopo Triste safari Clobber è stato rimosso. In tutte le sue apparizioni è stato sempre doppiato nella versione italiana da Gastone Pescucci, anche se paradossalmente la battuta da lui pronunciata in originale in Battuta di pesca è stata sostituita da un grugnito.

### Toodles Galore
Toddles Galore è una gatta attraente ed è l'interesse amoroso di Tom, sebbene Tom sia un playboy e abbia avuto altri interessi d'amore prima e dopo Toodles. Toodles è l'unico interesse amoroso apparso più di due volte, ed è probabilmente il preferito. Tom ha combattuto due volte contro Butch ed una volta contro Spike a causa dell'affetto di Toodles, perdendo sempre.
Nei fumetti italiani è chiamata Penelope.

### Mammy Due Scarpe
Dagli esordi, Tom ha dovuto vedersela con Mammy Due Scarpe (Mammy Two Shoes in originale), una casalinga afro-americana. Mammy è la padrona della casa in cui Tom e Jerry abitano. La particolarità del personaggio è che non si vede mai il suo volto, ad eccezione del cortometraggio  Il gatto del sabato sera (Saturday Evening Puss).
Nella serie degli anni 2010 Tom and Jerry Tales Mammy appare come una donna di etnia caucasica, e viene rinominata "Signora Due Scarpe" (Mrs. Two Shoes in originale).

### Tuffy
Tuffy è un topo amico di Jerry e appare frequentemente assieme a lui, specialmente nei fumetti. Alcune volte è visto come il nipote di Jerry, mentre altre volte come un orfano. In molti cortometraggi si vede Tuffy mangiare molto. Nella sua prima apparizione animata, è stato lasciato alla portata di mano di Jerry, abbandonato dai suoi genitori.
Sebbene Tuffy sia stato creato con questo nome per i fumetti nel 1942, nelle prime animazioni animate viene utilizzato il nome di Nibbles. Dal 1950 è stato chiamato Tuffy anche nelle apparizioni animate.
Nei primi fumetti italiani è chiamato Soldino.

### Quacker
Altro personaggio è Quacker, l'anatroccolo, che ha ispirato il personaggio di Yakky Doodle, apparso nell'omonima serie animata. Appare nei cortometraggi S.O.S. paperina (Little Quacker, 1950), Scuola di nuoto (Just Ducky, 1953), Un anatroccolo a terra (Downhearted Duckling, 1954), Il balzo a sud dell'anatroccolo (Southbound Duckling, 1955), Questa è la mia mamma (That's My Mommy, 1955), Un anatroccolo spensierato (Happy Go Ducky, 1958) e L'anatroccolo invisibile (The Vanishing Duck, 1958). Quacker parla molto, tanto che in molti corti è l'unico che parla.

### Cuckoo
Cuckoo è un canarino che compare in Due amici inseparabili (Kitty Folled)  e Il gatto volante (The Flying Cat). È amico di Jerry e sembra molto Quacker e nella sua gabbia ha un'altalena come Titti.

### Vercingetorige
Vercingetorige (Lightning) è un gatto arancione e rosso, che è apparso nel cortometraggio del 1948 Gatto vecchio, vita nuova (Old Rockin' Chair Tom), come rivale di Tom. È chiamato così perché nella sua prima apparizione si è mosso praticamente alla velocità della luce. Nei corti successivi, Vercingetorige spesso appare come uno degli alleati di Tom.

### Topsy
Topsy è un piccolo gatto di colore grigio/marrone. È un amico o di Tom o di Jerry. La sua prima apparizione è in Tom, il neonato (Baby Puss). Appare in Tom & Jerry Tales con un colore più giallastro.

### Meathead
Questo gatto marrone e rognoso è apparso nel corto del 1943 Gli insopportabili gatti (Sufferin' Cats!) come rivale di Tom. È anche alleato di Lightning.

### George e Joan
George e Joan sono una coppia di classe media, che hanno debuttato nel cortometraggio Litigio per gli animali di casa (Pet Peeve) del 1954. Questi sono i nuovi proprietari di Tom e Spike.
Joan è la moglie di George ed è spesso vista mentre cucina, o seduta sulla poltrona a far maglia o a cucire un vestito. Il marito George odia le bollette e si lamenta di tutto quello che costa troppo. Quando non si lamenta, è seduto sulla poltrona a leggere il giornale.

### George il gatto
È il cugino di Tom che appare nel cartone animato Il gatto pauroso del 1957, ma fece una breve apparizione 6 anni prima all'inizio de Il cugino di Jerry nel 1951. Come Muscolotto, il cugino di Jerry, è identico a Tom, ma è più basso e ha paura dei topi, paura che nel finale de Il gatto pauroso supera spaventando Jerry insieme a Tom. La sua paura dei topi ricorda anche quella di Tim, il cugino di Tom apparso in Tom & Jerry Kids che fingeva di non averne paura, a differenza di George che ne ha veramente paura.

### Jeannie
Jeannie è un'adolescente che trascorre la maggior parte del tempo a telefonare agli amici sui loro appuntamenti e le attività. Jeannie è la babysitter del bambino di George e Joan, e viene spesso chiamata per badare al figlio quando loro sono fuori di casa. Jeannie inizia a saltare al telefono appena quando George e Joan chiudono la porta di casa. All'apparenza amichevole ma in realtà incompetente e menefreghista.

### Le formiche
Sono un esercito di formiche rosse che appare nei corti Riposare è bello (Cat Napping), Un tranquillo pic-nic (Pup on a Picnic) e Rissa al barbecue (Barbecue Brawl). Appaiono anche in Tom & Jerry Kids.

### Diavoli custodi
Sono personalità guardiane malvagie dei due protagonisti presenti in cartoni animati come Il diavolo-custode o L'espresso celeste, dove Spike è un cane diavolo rosso con le corna in testa.

### Re di Francia
È servito da Tom in alcuni cartoni animati della serie di Jerry e Tuffy Toposchettieri. Ne I due moschettieri, giustizia Tom mentre ne Il sonno del gatto reale Tom deve cacciare Jerry e Tuffy senza svegliarlo dal sonno e alla fine ordina la sua esecuzione.

### Porpoise
Uno squalo introdotto come antagonista nei corti Tom e Jerry a bordo, Filetto di gatto, Dalla padella alla brace e Il surf di Tom.

### Il San Bernardo
È un cane da salvataggio che fa la sua prima apparizione nel 1944 nel cartone Un giorno da cani. A differenza di Spike, non è cattivo e rianima le persone dalla neve.

### Il piccolo bulldog
Un cane del periodo di Chuck Jones simile a Spike. Appare per la prima volta in A pesca di topi (1964), mentre la sua ultima apparizione è ne Il sogno di Tom (1967). I suoi ruoli sono simili a quelli di Spike nel proteggere Jerry da Tom in La guardia del corpo e Cane legato non morde. Il suo morso è simile a quello di Taz dei Looney Tunes.

### Eagle
È un'aquila maschio presente nel cartone animato del 1945 Un condor innamorato che si innamora di Tom travestito da aquila femmina e ha 20 anni.

### Lion
È un leone che compare nell'episodio Jerry e il leone del 1950. È scappato dal circo a causa di quanto odiava essere trattato lì ed è andato a casa di Tom e Jerry. Jerry gli promette di riportarlo nella giungla africana.

### Muscolotto
È il cugino super forte e super muscoloso di Jerry che solleva ogni giorno fantastiliardi di tonnellate di peso nei suoi allenamenti, infatti ogni giorno va in palestra nella sua area personale dove ci sono enormi pesi super pesanti e ogni giorno mette su un peso altri pesi e poi li solleva con molta leggerezza infatti sollevare migliaia di grattacieli per lui è come sollevare una piuma. Nonostante la sua forza sia immensa, Muscolotto la riesce a controllare perfettamente. È talmente forte e muscoloso che nessun gatto o cane riesce a batterlo e quando vedono in giro Muscolotto tremano di paura e si nascondono o anche solo se sentono il suo nome svengono dalla paura. Con la sua incredibile forza riuscirebbe a sollevare miliardi di grattacieli con solo una delle sue braccia super muscolose. È caratterizzato da una forza a dir poco titanica, con cui potrebbe sollevare o allenarsi con miliardi di grattacieli con una sola mano senza alcuno sforzo infatti sono quasi leggeri perché nei suoi allenamenti Muscolotto solleva molto più peso infatti i grattacieli li usa solo come riscaldamento leggero. È caratterizzato da un'incredibile resistenza fisica, da enormi e muscolosi pettorali e da muscolosi addominali. In Il topo palestrato ha sollevato la casa di Tom e Jerry con una mano e con l'altra ha sollevato una macchina piena di pesi senza alcuno sforzo e alla fine sfracella il muro con un pugno facendo tremare tutto da quanto è forte e muscoloso, e sconfigge i muscolosi Tom e Jerry senza alcuno sforzo. In dating, Jerry ha mostrato il suo braccio super muscoloso alla sua ragazza. In Who is the Toughest?, Tom e Butch hanno disturbato Muscolotto mentre faceva un riscaldamento leggero prima di sollevare le sue fantastiliardi di tonnellate, e loro si sono subito spaventati, per averlo interrotto, Muscolotto li sconfisse in pochi secondi grazie alla sua incredibile forza e ai suoi enormi muscoli pompati. Ha sempre uno sguardo da super palestrato e mette le braccia in modo da mostrare i suoi muscoli enormi. Infatti Muscolotto è un enorme e forzuto topo palestrato. Perché ha bicipiti e addominali d'acciaio.

### Pecos
Lo zio Pecos è lo zio di Jerry che suona la chitarra e appare solamente in Lo zio Pecos, ha due baffi bianchi e anche una padrona. Quando le corde della sua chitarra si spezzano, ne ricava di nuove servendosi dei baffi di Tom, uscendo con la mano anche dal televisore mentre il gatto sta guardando lo spettacolo.

### Rick e Ginger
Rick e Ginger sono i due nuovi proprietari di Tom e Spike in The Tom and Jerry Show. Rick è basso e cicciotto, mentre Ginger è magra. Rick sembra preferire Spike mentre Ginger sembra preferire Tom.